# Kramat (Kranggan)
Kramat is een bestuurslaag in het regentschap Temanggung van de provincie Midden-Java, Indonesië. Kramat telt 1441 inwoners (volkstelling 2010).